# Gaston Riou
Pour les articles homonymes, voir Riou.
Gaston Édouard Riou, dit Gaston Riou, né le 7 janvier 1883 à Vernoux-en-Vivarais (Ardèche) et mort le 12 juillet 1958 à Lablachère, dans le même département, est un écrivain et homme politique français.
Radical-socialiste, pacifiste et européiste, il rejoint la Collaboration pour promouvoir l'idée d'une Europe unifiée. 

## Biographie
Ardéchois de naissance, il va rester toujours fidèle à son pays d'origine.
De religion protestante, il collabore dès 1904 à la revue Foi et Vie. En 1913, il publie Aux écoutes de la France qui vient, et il contribue à l'ouvrage collectif Le Matérialisme actuel, où l'on trouve les signatures d'Henri Bergson, de Charles Gide et d'Henri Poincaré.
Mobilisé en 1914 dans la même unité que celle du docteur Jos Jullien, il est fait prisonnier au début du conflit et retenu onze mois en captivité en Allemagne. Il décrit cet épisode de sa vie dans Journal d’un simple soldat : guerre-captivité, 1914-1915, qui paraît en 1916 avec une préface d'Édouard Herriot, et qui va être traduit l'année suivante en espagnol par Miguel de Unamuno. En cette même année 1917, il publie La Fayette, nous voilà ! qui paraît avec une préface du général Pershing, à qui l'on attribue à tort la célèbre phrase. En 1923 et 1925, il publie deux romans, Ellen et Jean et Ellen et Jean en Thébaïde, qui forment l'ensemble La Vie de Jean Vaucanson.

### Européen convaincu
Gaston Riou est pacifiste et européen convaincu. En 1926, il constitue avec Charles Gide et Yves Le Trocquer le comité français d'Union douanière européenne (UDE). Il publie en 1928 Europe, ma patrie, préfacé par Raymond Poincaré. Selon sa formule, l'Europe doit « s'unir ou mourir » — tel est le titre qu'il donne en 1929 à son ouvrage sur la nécessaire union de l'Europe. En 1930, il fonde la Ligue internationale pour les États-Unis d'Europe. Il en devient président en 1935.

### Parlementaire
Proche d'Aristide Briand , d'Édouard Herriot et de Raymond Poincaré qui préfacèrent ses écrits.
Il est député de l'Ardèche, dans la première circonscription de Privas, du 3 mai 1936 au 31 mai 1942 (Parti républicain, radical et radical-socialiste). Il dépose deux projets de loi visant à protéger l'industrie de la chaussure, dont la crise préoccupe les Ardéchois. Siégeant à la commission des Affaires étrangères, il intervient le plus souvent en séance à propos de la situation internationale.
Avec 568 autres parlementaires, il vote les pleins pouvoirs au maréchal Pétain le 10 juillet 1940, à Vichy. Comme d'autres européistes, il s'attache à promouvoir l'Europe allemande pendant la Seconde Guerre mondiale.

## Famille
Le 28 septembre 1915 à Paris (8e arrondissement), il épouse Andrée Jenny Tirard (1881-1947). De cette union naissent deux filles.

## Hommages
En 1933, il fait partie de l'académie du Vivarais, fondée par Jean Régné.

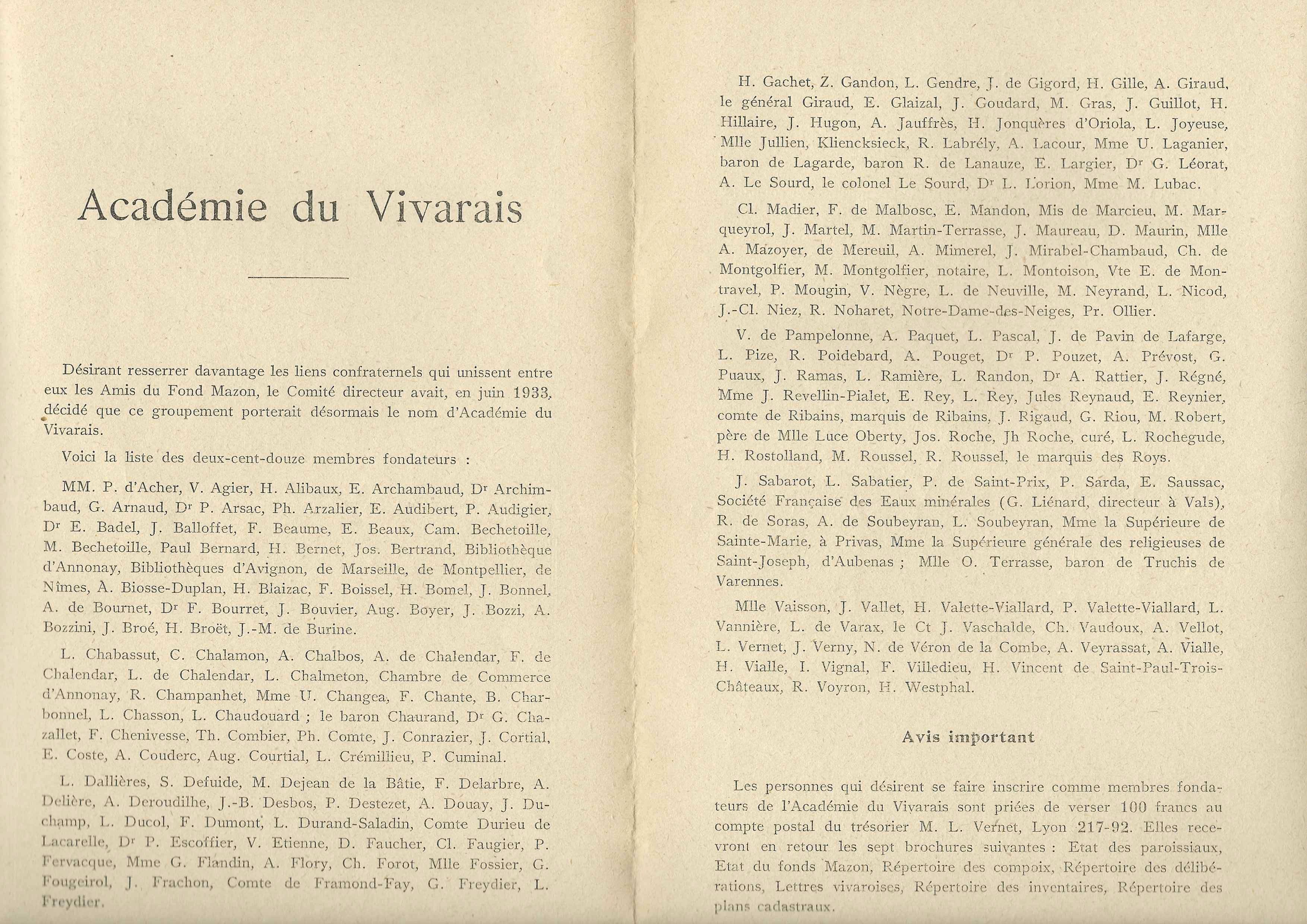
Académie du Vivarais

Son effigie en bronze par Paul Landowski se trouve au palais des beaux-arts de Lille. Un autre buste est réalisé par Marcel Gimond.

## Œuvres
- La Genèse de l'unité catholique et la pensée de Cyprien, Paris, Fischbacher, 1907.
- Le P. Hyacinthe et le libéralisme d'avant le concile, Paris, Foi et vie ; Roubaix, Foyer solidariste, 1910.
- Lettre aux Jeune-France, Nancy, impr. Berger-Levrault, 1912.
- In collectif, Le Matérialisme actuel, Paris, Flammarion, 1913. Rééd. 1926.
- La Mission nationale du protestantisme, Paris, Comité national, 1913.
- Lettre Flamande (à M. Paul Doumergue, rédacteur en chef de la revue Foi et Vie), Paris, Foi et vie, sans date.
- Aux écoutes de la France qui vient, Paris, Grasset, 1913. Rééd. Baudinière, 1926.
- La Vie intérieure : l'ennui de Bouddha, Paris, Grasset, 1914. Rééd. 1919.
- Journal d'un simple soldat : guerre, captivité, 1914-1915, Hachette, 1916. Importante préface d'Édouard Herriot. Rééd. 1916, 1917 et 1919 chez Hachette, 1929 chez Valois, 1931 chez Hachette.
- Lafayette, nous voilà ! Paris, Hachette, 1917. Préface du général Pershing.
- La Vie de Jean Vaucanson :
  - Ellen et Jean, Paris, Grasset, 1923. Ce récit est la vie d'un homme politique ardéchois, républicain de gauche. La vie, les idées politiques et philosophiques de ce personnage ressemblent beaucoup à celles de l'auteur. Cet ouvrage est le premier épisode de La Vie de Jean Vaucanson.
  - Ellen et Jean en Thébaïde, Paris, Baudinière, 1925. Deuxième épisode.
  - " Ellen et Jean (roman) / (La vie de Jean Vaucanson) ", avec 6 eaux-fortes de Renefer, Éditions Baudinière, Paris, 1926
- Épitaphe pour un homme oublié, Autun, impr. Taverne et Chandioux ; Saint-Félicien-en-Vivarais, Au Pigeonnier ; Paris, Maison du Livre français, 1926 (Illustrations Jos Jullien). Il s'agit d'un hommage à Léon  Barry.
- L'Après-guerre : commentaires d'un Français, Paris, Baudinière, 1926.
- La Naissance de l'amour, Paris, Baudinière, 1927.
- Europe, ma Patrie, coll. « Bibliothèque syndicaliste », Paris, Valois, 1928. Lettre-préface de Raymond Poincaré. Rééd. Baudinière, 1938.
- S'unir ou mourir, précédé d'une déclaration de M. Aristide Briand, Paris, Valois, 1929.
- Plusieurs articles dans la revue Hommes et Mondes.
- Préface du livre d'Armand Megglé, Cessez le feu, Denoël, 1937.

## Sources
- « Gaston Riou », dans le Dictionnaire des parlementaires français (1889-1940), sous la direction de Jean Jolly, PUF, 1960 [détail de l’édition]
- Dictionnaire des parlementaires